# Cercospora nasturtii
Cercospora nasturtii är en svampart som beskrevs av Pass. 1877. Cercospora nasturtii ingår i släktet Cercospora och familjen Mycosphaerellaceae.   Inga underarter finns listade i Catalogue of Life.